# IC 3296
IC 3296 ist eine Spiralgalaxie vom Hubble-Typ Sa? im Sternbild Haar der Berenike am Nordsternhimmel, die schätzungsweise eine 448 Millionen Lichtjahre von der Milchstraße entfernt ist.
Das Objekt wurde am 23. März 1903 von dem deutschen Astronomen Max Wolf entdeckt.